# 센소지

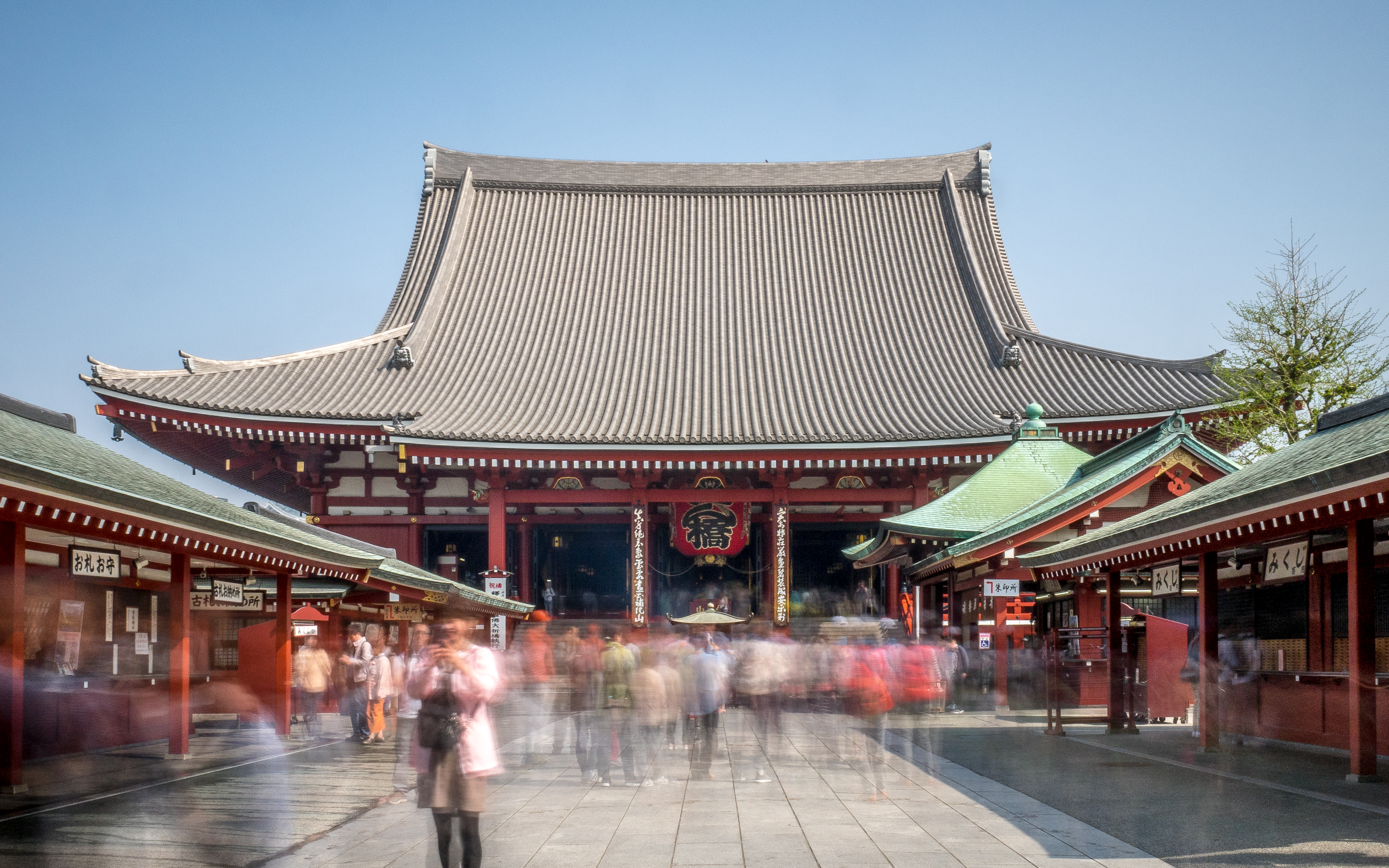
센소지

센소지(일본어: 浅草寺, 천초사. Sensoji (Temple))는 일본 도쿄도 다이토구 아사쿠사에 있는 절로 도쿄에서 가장 큰 사찰이다.
628년 스미다강에서 백제인 히노구마 어부 형제가 던져놓은 그물에 걸린 관음상을 모시기 위해 사당을 지었다. 이후 승려 쇼카이가 645년에 절을 세운 것이 센소지의 유래로 알려져 있다. 에도 시대 후반에는 사원 내의 상점가와 연극 무대가 설치되어 있기도 했다. 그러나 관동 대지진과 2차 세계 대전 당시 대부분의 건물이 소실되고 현재의 건물들은 1960년 이후에 재건한 것이다.

## 역사

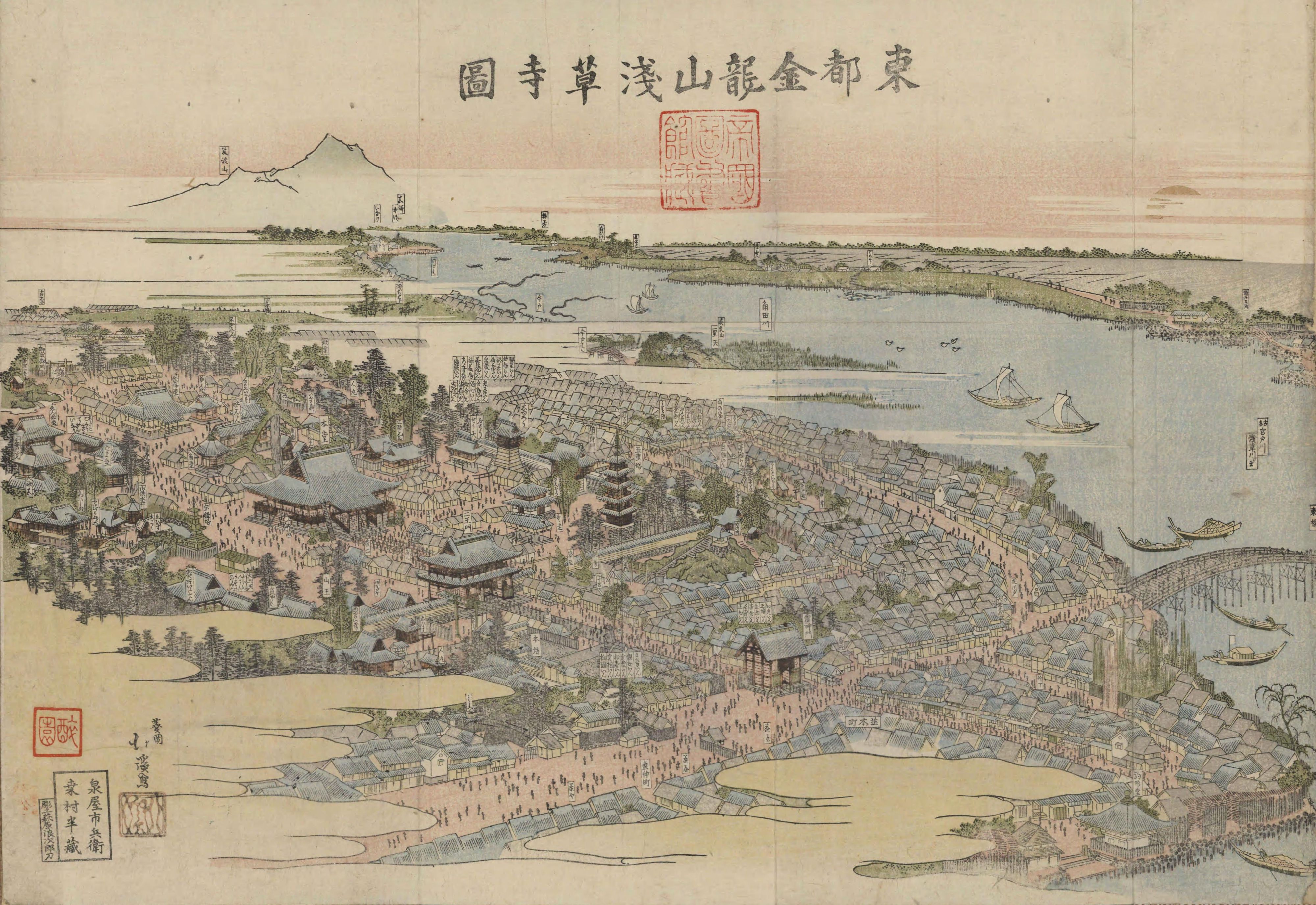
도토야 홋케의 《동도금룡산천초사도》 (東都金龍山浅草寺図, 1820년)

### 창건~헤이안 시대
《천초사연기》 (浅草寺縁起) 등의 문헌에 의하면 센소지의 창건 연대는 아스카 시대로 거슬러 올라간다. 628년 스이코 천황 재위기에 미야강 (지금의 스미다강)에서 고기잡이를 하던 히노쿠마노 하마나리 (檜前浜成)와 다케나리 (竹成) 형제가 그물로 불상을 낚은 일이 있었다. 형제의 주인이었던 하지노 나카토모 (土師中知)가 불상을 참배한 뒤 출가하여 자택을 사찰로 공양하였는데, 이것이 센소지의 기원이며, 그 불상은 센소지의 본존불인 성관음상 (聖観音像)이라는 이야기가 전해진다.
이후 645년 (다이카 1년)에는 쇼카이 (勝海)라는 승려가 사찰을 정비하는 과정에서 꿈에서 나타난 관음보살의 뜻에 따라 본존불을 비불 (秘仏)로 만들어 지금까지 지켜져 오고 있다. 관음상의 크기는 1척 8분 (약 5.5cm)로 전해지지만 비공개 상태로 되어 있어 실체가 불분명하다.
헤이안 시대 초기였던 857년 (덴난 1년)에는 엔랴쿠지 (延暦寺)의 엔닌 (円仁)이란 승려가 찾아와 비불 대신 사람들이 참배할 수 있는 관음상을 만들었다고 전해진다. 이를 계기로 센소지에서는 사찰을 세운 인물을 쇼카이로, 중흥시킨 인물을 엔닌으로 소개하고 있다. 942년 (덴교 5년)에는 안방수 (아와국의 지방관)였던 다이라노킨마사 (平公雅)가 무장수 (무사시국 지방관)에 임명되면서 칠당가람 (七堂伽藍)을 정비했다는 설화가 전해지며, 가미나리몬 (雷門), 니오몬 (仁王門, 지금의 호조문) 등은 이 때 창건된 것으로 알려져 있다.
일설에 의하면 센소지에서 본존불로 삼고 있는 성관음상은 오늘날 사이타마현과 도쿄도 경계 인근에 있는 한노시 이와부치 (岩淵)의 나루키강 (成木川)변에 있던 이와이도 (岩井堂)에 모셔둔 관음상이 대홍수로 떠내려 왔다고 한다. 센소지가 창건되기 약 100여년 전에 이와이도 관음당에 모셔뒀던 관음상이 폭우로 인해 전당과 함께 나루키강으로 떠내려가 자취를 감췄다는 이야기이다. 나루키강은 이루마강 (入間川), 아라강 (荒川)을 거쳐 스미다강으로 흘러드는데, 하류에서 관음상이 발견됐다는 소식을 들은 마을 사람들이 반환을 요구했으나 이루어지지 않았다는 이야기가 있다.

### 중세~근세

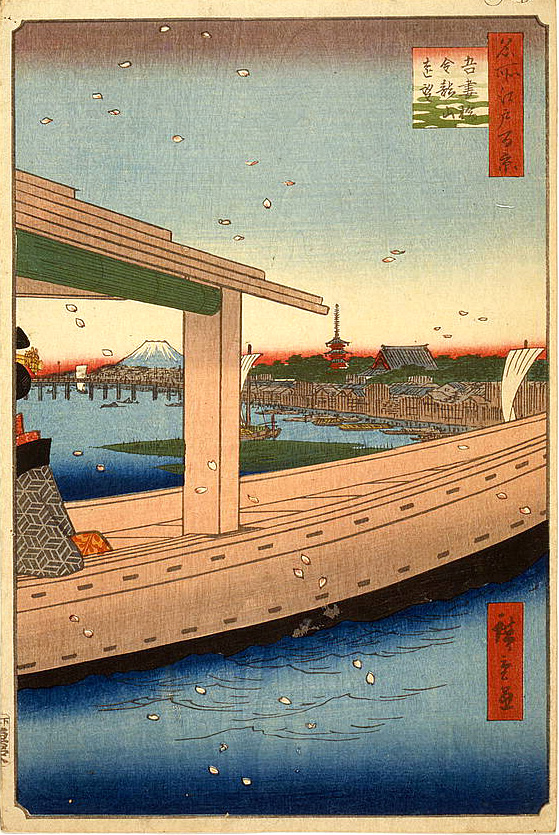
우타가와 히로시게의 〈아즈마바시 킨류잔의 먼 풍경〉 (명소 에도 100경 중 하나)

센소지가 문헌에 처음 언급된 것은 가마쿠라 시대에 편찬된 사서인 《아즈마카가미》이다. 이 책에 따르면 1181년 (지쇼 5년) 가마쿠라의 쓰루가오카하치만궁을 건설할 당시 (센소지가 있는) 아사쿠사에서 궁중 목수를 불러들였다고 한다. 또한 1192년 (겐큐 3년), 가마쿠라의 쇼추주인 (勝長寿院)에서 고시라카와 법황의 49재 법회에도 아사쿠사에서 온 승려가 참가했다는 기록이 있다. 고후카쿠사인노 니죠의 《도와즈가타리》 (とはずがたり)에는 1290년 (쇼오 3년)에 센소지를 참배한 모습을 담은 구절이 있다.
1590년 (덴쇼 18년), 에도에 입성한 도쿠가와 이에야스는 센소지를 자신의 기원소 (祈願所, 개인이 소원을 비는 사찰)로 정하고 500석 규모의 영지를 하사하였다. 한편 센소지 본당은 중세 이전에도 자주 소실되었으며 근세에 이르러서는 1631년, 1642년 두 차례에 걸쳐 소실되었으나, 제3대 쇼군 도쿠가와 이에미쓰의 도움으로 1648년에는 오층탑, 1649년에는 본당이 재건되었다. 이처럼 도쿠가와 가문이 중시했던 센소지는 관음보살을 모시는 영지로서 많은 참배객이 찾아왔다.
1685년 (조쿄 2년)에는 본당으로 향하는 큰길에 상점이 설치되었는데 이것이 오늘날 '나카미세' (仲見世)의 기원이다. 상가가 만들어진 것은 사측에서 인근 주민들에게 경내 청소를 해주는 대가로 개업을 허가했기 때문이다. 에도 시대 중기에 이르러서는 경내 서쪽의 '오쿠야마' (奥山)라는 구역에서 길거리 공연 등이 열리기 시작, 사찰 경내가 서민들의 오락 장소가 되었다. 1843년 (덴포 13년)부터 에도시대의 3대 가부키 극장인 에도산자 (江戸三座)가 아사쿠사 세이텐초 (聖天町), 지금의 아사쿠사 6초메로 이전하면서 사찰 내외가 더더욱 활기를 띄었다.

### 근현대

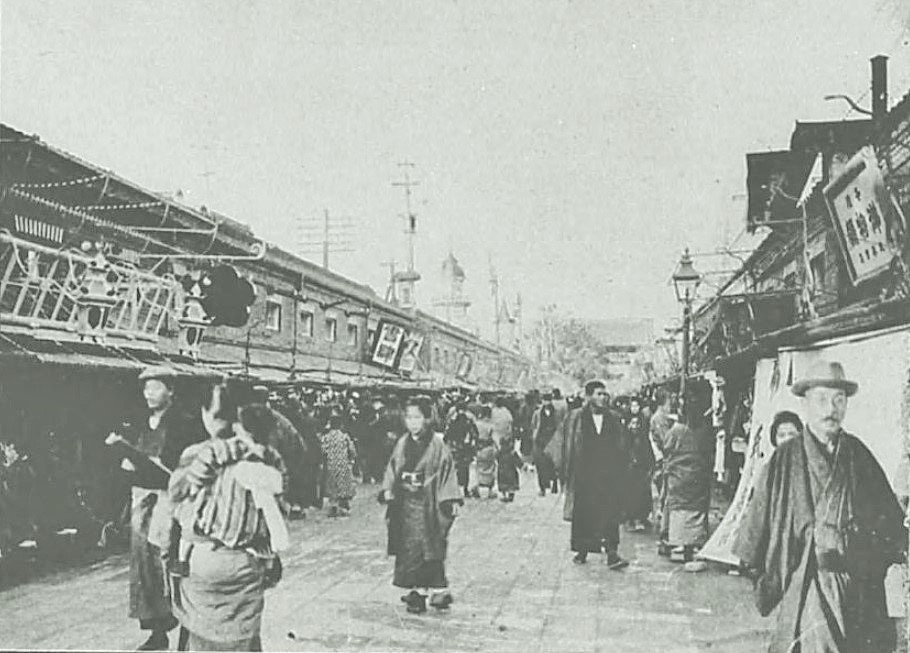
메이지 말기의 큰길 상가

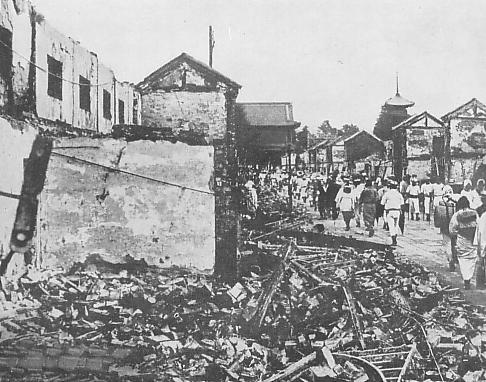
간토 대지진 당시의 모습. 상가는 전소되었지만 본당은 무사했다.

아사쿠사는 근대 이후에도 서민들의 번화가, 환락가로 발달하였으며 센소지는 그 중심에 자리해 있었다. 1873년 (메이지 6년)에는 사찰 경내가 공원으로 지정되어 아사쿠사 공원이란 이름이 붙었으며, 1885년 (메이지 18년) 12월 27일에는 큰길 양옆의 상점가가 근대적인 벽돌 건물로 재탄생했다. 1890년에는 상업시설과 전망탑을 겸한 12층짜리 고층 건물인 료운카쿠 (통칭 아사쿠사 12층)가 완공되어 또다른 명소로 등극하였다.
1917년 (다이쇼 6년)부터 오페라 공연인 〈아사쿠사 오페라〉 (浅草オペラ)의 상연이 시작되어 대중적인 연극으로 부상하였으며 이는 영화 상영이 보급되기 전까지 이어졌다. 1926년 간토 대지진으로 아사쿠사구는 대부분 시가지가 소실되는 막대한 피해를 입었으나, 센소지에서는 공사 현장에 있던 관리인이 경내에 모여든 피난민들을 지휘하여 양동이로 물을 퍼다 붓는 방화작업을 펼치면서 일부 건축물이 불에 탄 것으로 피해를 최소화할 수 있었다.
1945년 (쇼와 20년) 3월 10일 도쿄 대공습으로 본당 (관음당)과 오층탑 등이 소실되었으며, 지금의 건물은 이 때 이후에 복원한 것이다. 전쟁이 끝난 뒤 아사쿠사는 오락거리가 다양화되고 도쿄 내에서도 다른 번화가가 발전하면서 일시적으로 쇠퇴하는 모습을 보였다. 그러나 현지 상가의 자체적인 홍보 활동으로 예전의 번화한 모습을 되찾으려는 노력을 이어가고 있으며, 도쿄 변두리에 위치한 대표 관광지로 나아가고 있다.

## 경내

### 가미나리몬 (雷門)

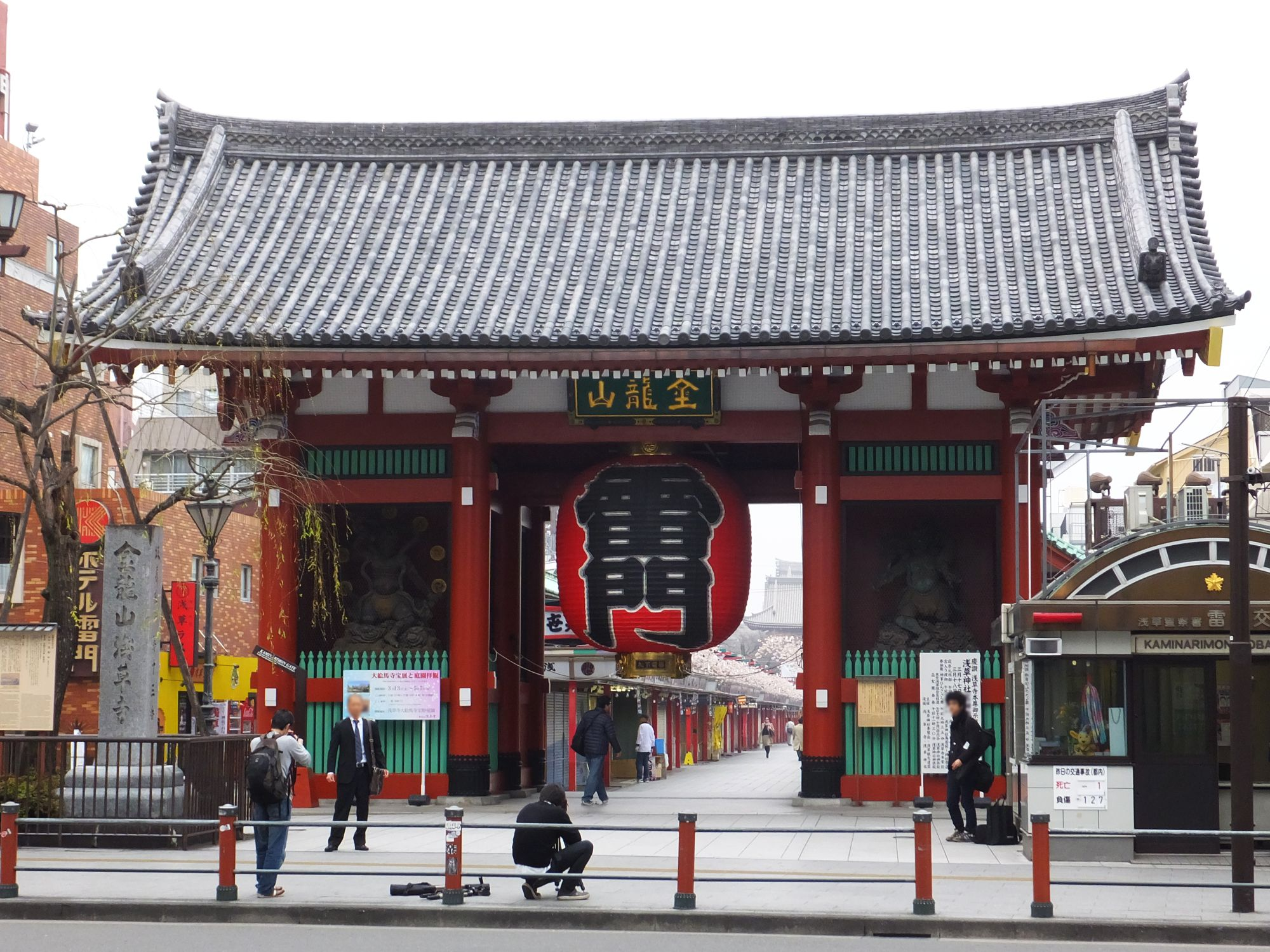
가미나리몬

큰길 입구를 장식하는 맞배지붕으로 된 대문으로, 내부의 오른편에는 풍신상, 왼편에는 뇌신상을 두고 있어 정식 명칭으로 '후라이진몬' (風雷神門, 풍뇌신)이라 부르지만 통상적으로 '가미나리몬' (雷門, 뇌문)으로 불리고 있다. 원래 있던 문은 1865년에 소실되었으며 이를 대신하는 대문이 가설되기도 하였으나 1960년 철근 콘크리트로 된 상설문으로 복원됐다. 파나소닉 창업자 마쓰시타 고노스케가 아사쿠사 관음보살에 기도하는 의미에서 재건 비용을 전액 부담하였다. 이 때문에 가미나리몬에 내걸린 제등에는 '마쓰시타 전기 산업 (현 파나소닉) 기증'이란 명의가 적혀 있다. 제등은 매년 5월 산자마쓰리가 열릴 때에나 태풍으로 손상될 우려가 있을 시에는 위로 들어올려 접힌 상태로 둔다.
풍신뇌신상은 머리 부분만 원형이고 나머지 부분은 1865년 소실되었으나 1874년 몸통 부분을 복원하였으며, 1960년 대문 복원 당시 보수와 채색을 거쳐 지금까지 전해지고 있다. 문 뒷면 사이에는 금룡과 천룡 그림이 그려져 있는데, 서쪽의 금룡 (여신)은 스가와라 야스오 (菅原安男), 동쪽의 천룡 (남신)은 조각가 히라쿠시 다나카 (平櫛田中)의 작품으로 1978년에 봉납된 것이다.

### 나카미세도리 (仲見世通り)

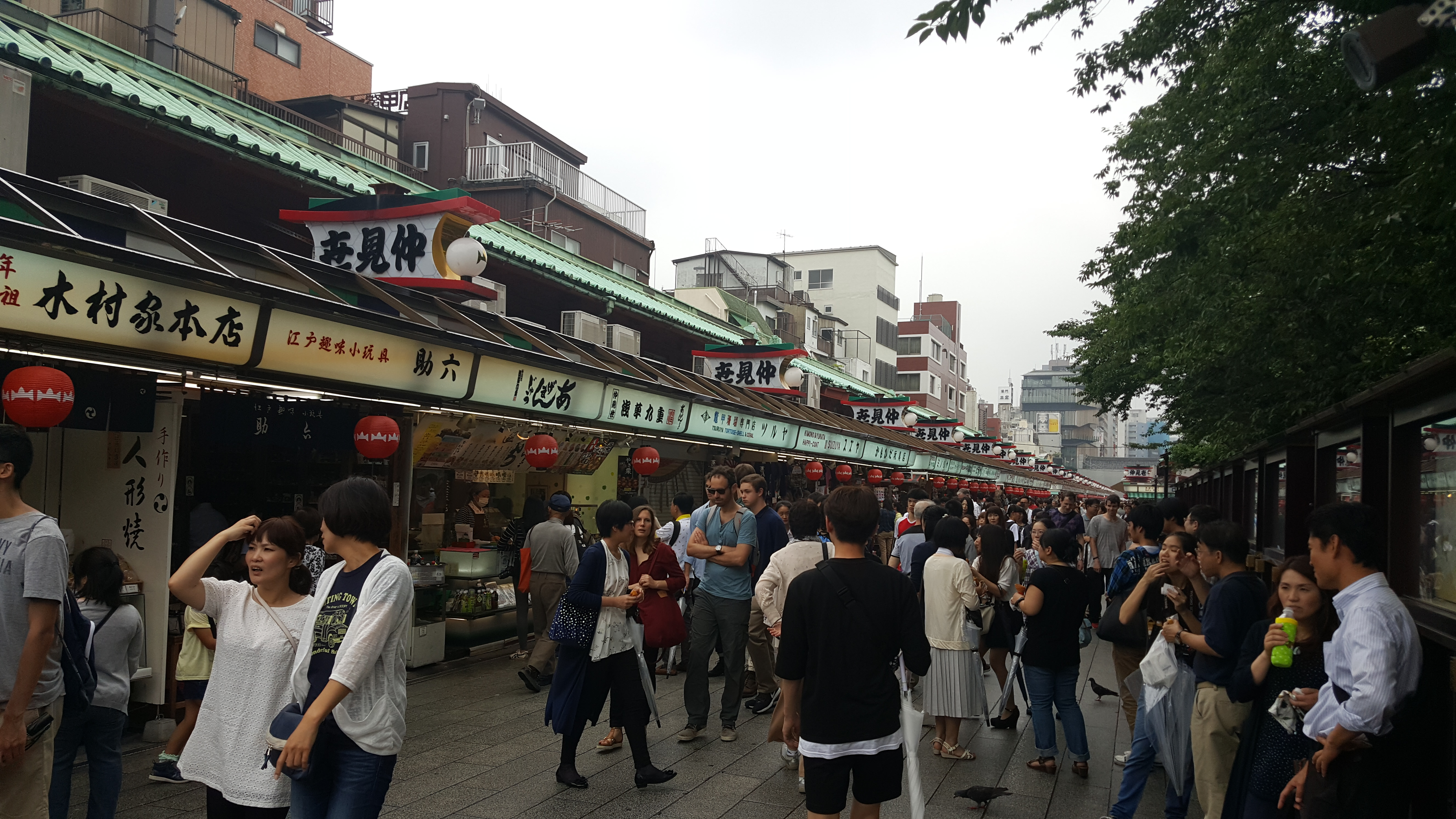
2016년 6월 나카미세도리 상점가

나카미세도리(仲見世通り)는 센소지를 배후로 둔 상점가이다. 1685년경 센소지 주변에 살던 사람들을 대상으로, 경내 청소를 맡는다는 조건 하에 센소지 앞에 상점을 열 수 있는 허가를 받았다. 하지만, 1885년 5월 정부는 재개발을 하기 위해 상점의 점주들에게 퇴거명령을 내렸다. 같은 해 12월 나카미세도리는 서양식 벽돌 건물로 재건됐다.

### 호조문 (宝蔵門)

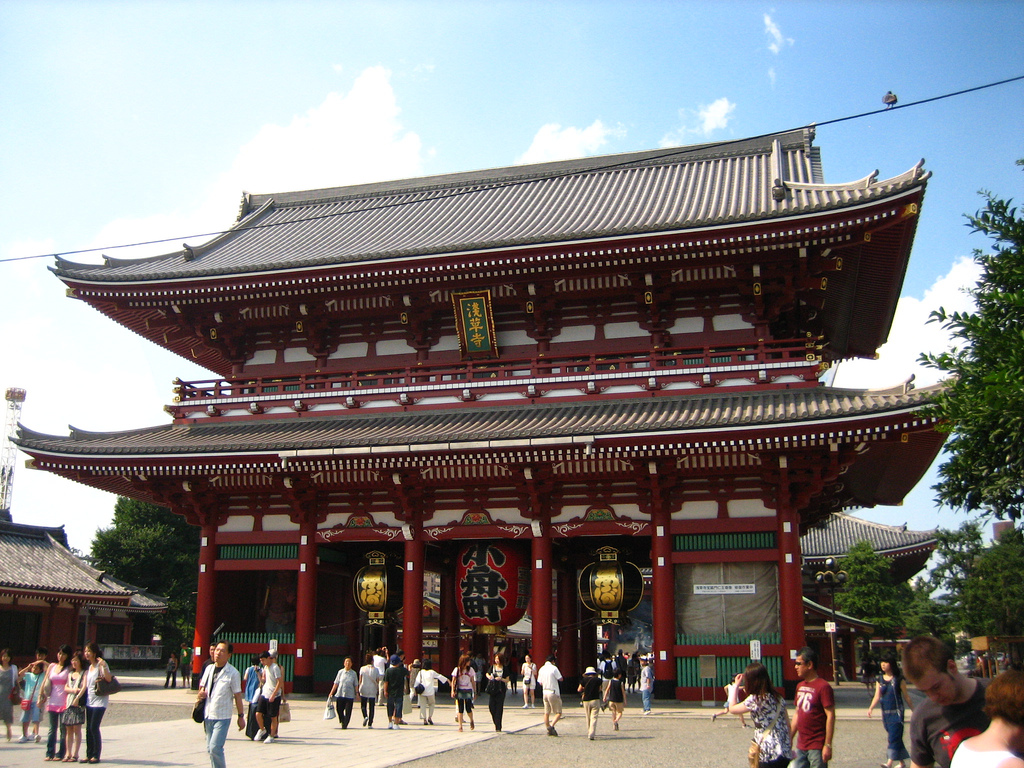
호조몬

나카미세도리를 지나면 맨 처음으로 맞이하는 문이다. 팔작지붕 모양의 2층 건물로서, 에도 시대에는 1년에 몇 일 정도는 2층으로 올라가볼 수 있었다. 전쟁으로 소실된 후 1964년 철근 콘크리트로 복원되었으며 사업가 오타니 요네타로 부부가 건설비를 전액 지원하였다. 문 좌우에는 금강역사 (인왕)상을 배치하고 있는데 이 때문에 옛날에는 '니오몬' (仁王門)이라 불렸으나, 현대에 이르러 복원되고 나서는 '호조문' (宝蔵門)으로 부르고 있다. 호조몬은 보물을 두는 문이라는 뜻인데 그 이름처럼 2층부는 일본 문화재 《원판일체경》 (元版一切経)의 수장고로 쓰이고 있다.
금강역사상 2본 가운데 왼쪽에 위치한 아형 (阿形, 아교)는 니시키도 신칸 (錦戸新観), 오른쪽에 위치한 훔형 (吽形, 운교)는 조각가 무라오카 히사쿠사쿠 (村岡久作)가 제작하였다. 두 목상의 모델은 모두 스모 선수로부터 따온 것으로, 아형상은 키타노우미 (北の湖), 훔형상은 묘부다니 (明武谷)의 얼굴을 따왔다고 알려져 있다.
문 뒤쪽 좌우에는 액막이용 짚단을 걸어 놓았다. 이는 훔형상을 조각한 무라오카 히사쿠사쿠가 야마가타현 무라야마시 출신이라는 점에서 무라야마시의 봉찬회에서 제작해 봉납한 것으로, 그 무게만 2,500kg에 달한다. 볏짚은 10년마다 새로 만들어 걸고 있는데, 제작할 때에는 긴 것을 써야 가공이 쉽지만 최근 일본에서는 볏짚을 쓰는 사례가 급감한 데다, 짧은 품종이 비바람도 잘 버티고 수확도 쉬워서 긴 품종을 대체해 나가고 있기 때문에, 무라야마시에서는 특별히 긴 품종을 재배하여 액막이 제작용으로 쓰고 있다.
2007년 내진 보강과 방문객의 안전 확보를 위해 지붕 개보수 공사가 이뤄졌는데, 이 때 처음으로 무게가 가볍고 내식성도 뛰어난 티타늄 소재의 기와가 사용되었다. 이 기와는 표면에 알루미나 블라스트 처리를 하여 흙기와 특유의 얼룩덜룩한 느낌을 재현하였다. 지붕 본체, 모서리, 하부, 처마 등에 달려 있는 모든 귀면와도 티타늄으로 제작하였다. 이 때부터 센소지 내부 건물의 기와는 티타늄제로 교체되고 있다.

### 본당 (本堂)

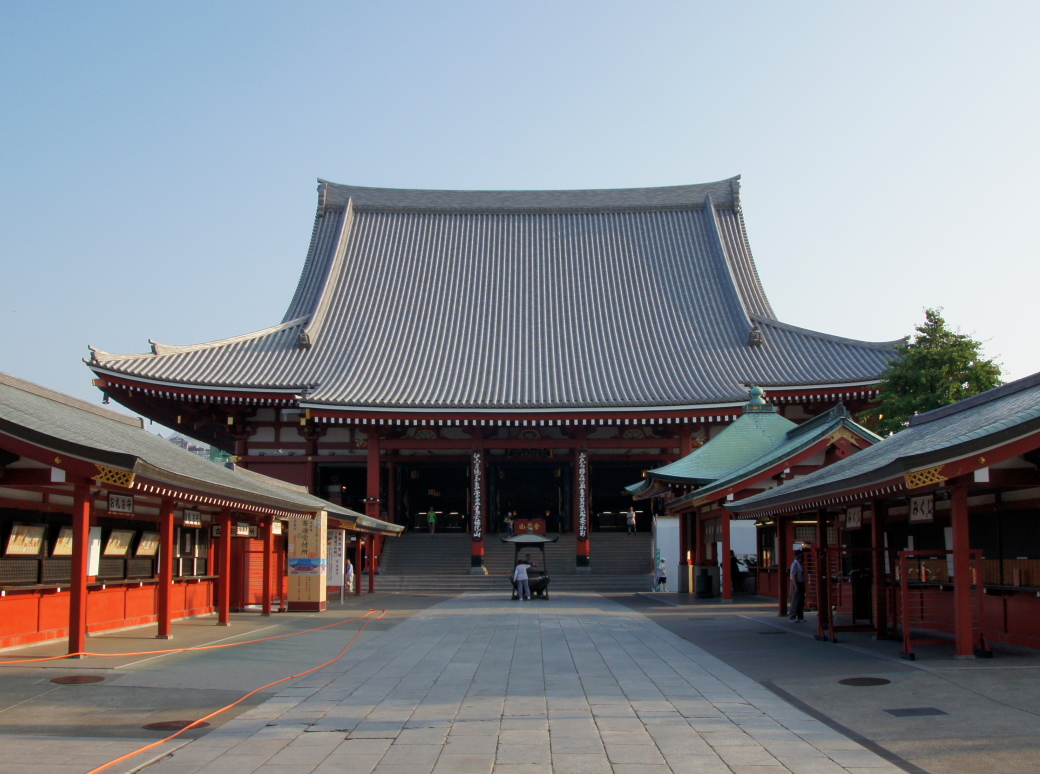
본당

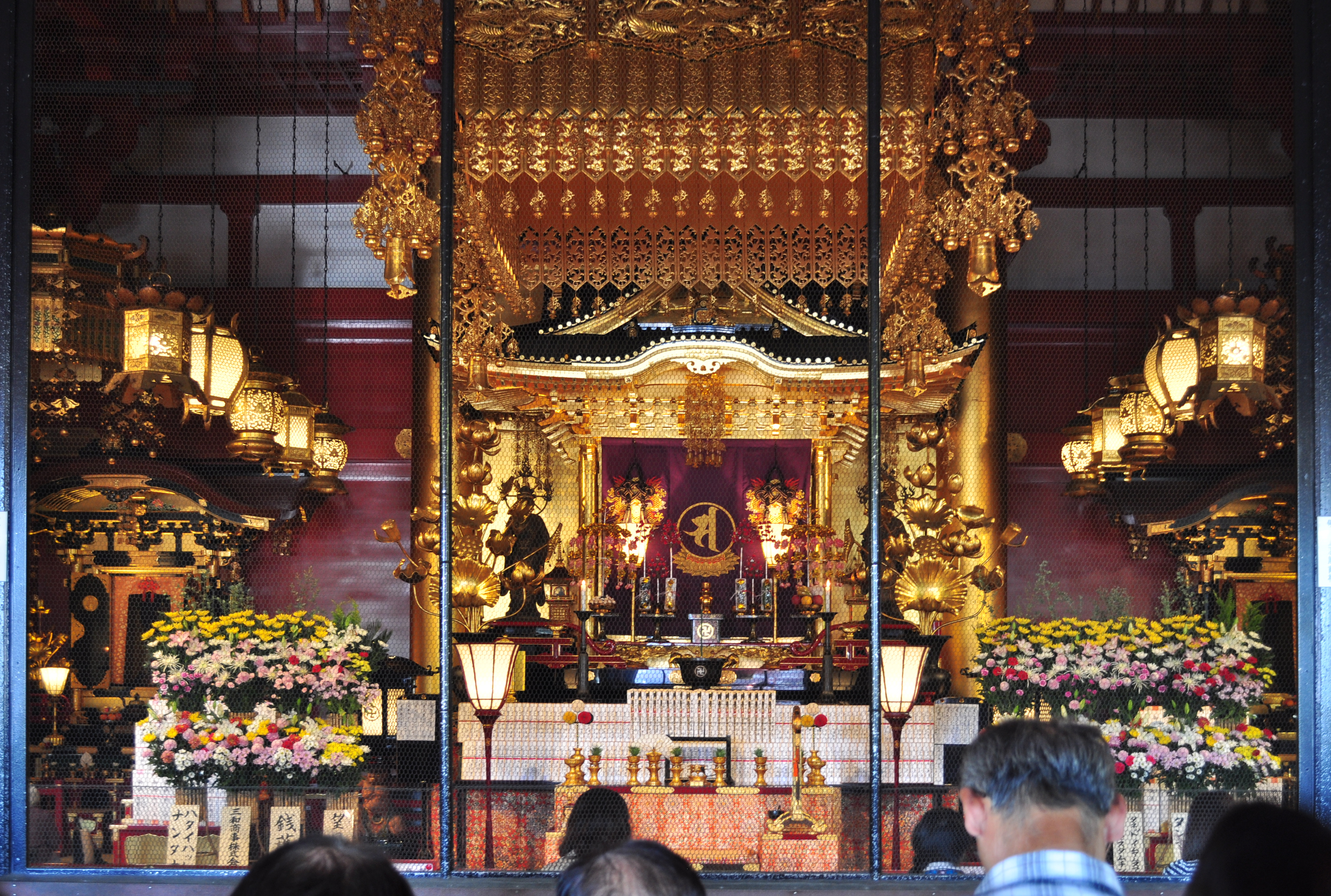
본당 외진에서 바라본 내진. 중앙에 위치한 것이 비불 본존상을 모신 궁전이다.

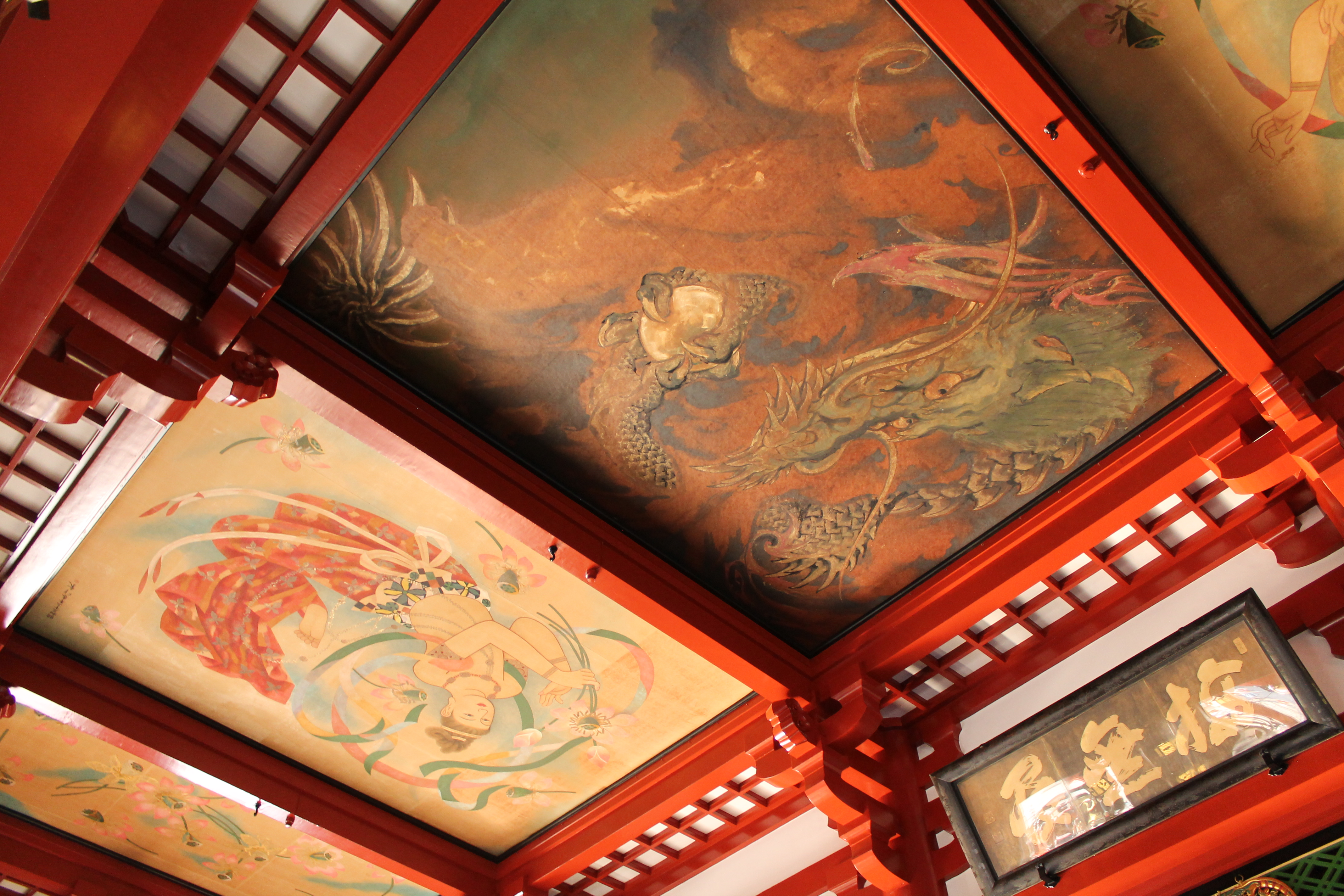
본당의 천장화. 가와바타 류시 (川端龍子筆)의 《용도》 (龍図)와 도모토 인쇼의 《천인도》 (天人図).

본당 (本堂, 혼도)은 본존불인 성관음상을 모신 곳으로 관음당 (観音堂, 칸논도)이라고도 한다. 원래는 1649년에 재건되었으며 일본 근세시대 대형사찰에서 찾아볼 수 있는 대표적인 본당으로서 일본 국보로도 지정되었으나 1945년 도쿄 대공습으로 소실되었고, 1958년 철근 콘크리트로 복원된 것이 지금까지 이어져 오고 있다. 복원 당시 센소지 측은 효탄이케 (瓢簞池) 일대 부지 2,400평을 고토라쿠텐지 (江東楽天地) 등에 매각하여 공사 예산을 마련하였다.
본당의 외진 천장에는 가와바타 류시 (川端龍子)의 《용 그림》 (龍の図)과 도모토 인쇼 (堂本印象)의 《천인산화의 그림》 (天人散華の図)이 그려져 있다. 내진 중앙에는 본존불인 성관음상 (聖観音像)을 모신 팔각형 궁전 (宮殿)이 자리잡고 있다. 궁전 내부는 상층부와 하층부로 나뉘는데, 상층부는 비불 (가려 모시는 불상) 처리된 본존상을 두는 주자 (厨子)가 있고, 하층부에는 마에다치 (前立) 본존 관음상을 두고 있는데 후자의 경우 엔닌이 만들었다고 전해지고 있다. 마에다치 관음상 외에도 도쿠가와 이에야스, 도쿠가와 이에미쓰, 나카미카도 천황의 2대 황태자였던 고준호 친왕 (公遵法親王)이 각각 바친 관음상도 모셔두고 있다.
궁전 사립문 앞에는 자수 장식이 달린 책이 걸려 있는데 '고토쇼' (御戸帳)라고 부른다. 궁전 앞쪽 좌우에는 범천상과 제석천상이 세워져 있으며, 뒤쪽에는 비불 본존상과 같은 모습의 성관음상이 배치되어 있다. 본당 안쪽 좌우의 주자 안에는 본존불 바로 옆쪽으로 부동명왕상과 애염명왕상이 서 있다.
매년 12월 12일~13일에는 내부의 그을음을 제거하고 문을 여는 '개비법요' (開扉法要)라는 이름의 법회가 열린다. 본존상은 비불로서 지금까지 단 한번도 공개된 적은 없으나, 마에다치 관음상의 경우 12월 13일 오후 2시부터 열리는 개문법회 때에는 일반 신도들도 관람이 가능하다.
2009년 2월~2010년 12월에는 '헤이세이 본당 대영선' (平成本堂大営繕)이란 이름으로 대대적인 보수공사에 들어갔다. 이 때를 계기로 1958년 복원 이래 50년 만에 기와 교체가 실시되었는데, 호조몬 보수공사에서도 사용됐던 티타늄제 기와를 다시 활용하였다. 사용 색상도 2색에서 3색으로 늘려 흙기와에 더욱 가까운 질감을 연출했다.
2020년 6월 13일에는 새로 만든 현판의 봉납식이 열렸다. '시무외' (施無畏, 세무이)라 적힌 이 현판은 1727년에 봉납되었으나 1945년 도쿄 대공습 당시 소실되어 사진으로만 남아 있었던 것이다. 새로 만든 현판은 큼직한 느티나무 판자에 일본 천태종 승려이자 서예가였던 분도 슌카이 (豊道春海)의 붓으로 글씨를 적고, 이나미 조각 (井波彫刻) 소속 조각가 난부 시로쿠모 (南部白雲)가 조각하였다. 크기는 가로 약 4m, 세로 약 1.3m, 두께 약 15cm, 무게는 700kg에 달하며, 글자의 파임 깊이는 5cm 이상이다. 이 현판은 1958년 본당 복원 당시에 제작될 예정이었으나 큰 판자를 구하지 못해 오랫동안 실현되지 못했던 것이기도 했다.

### 오층탑 (五重塔)

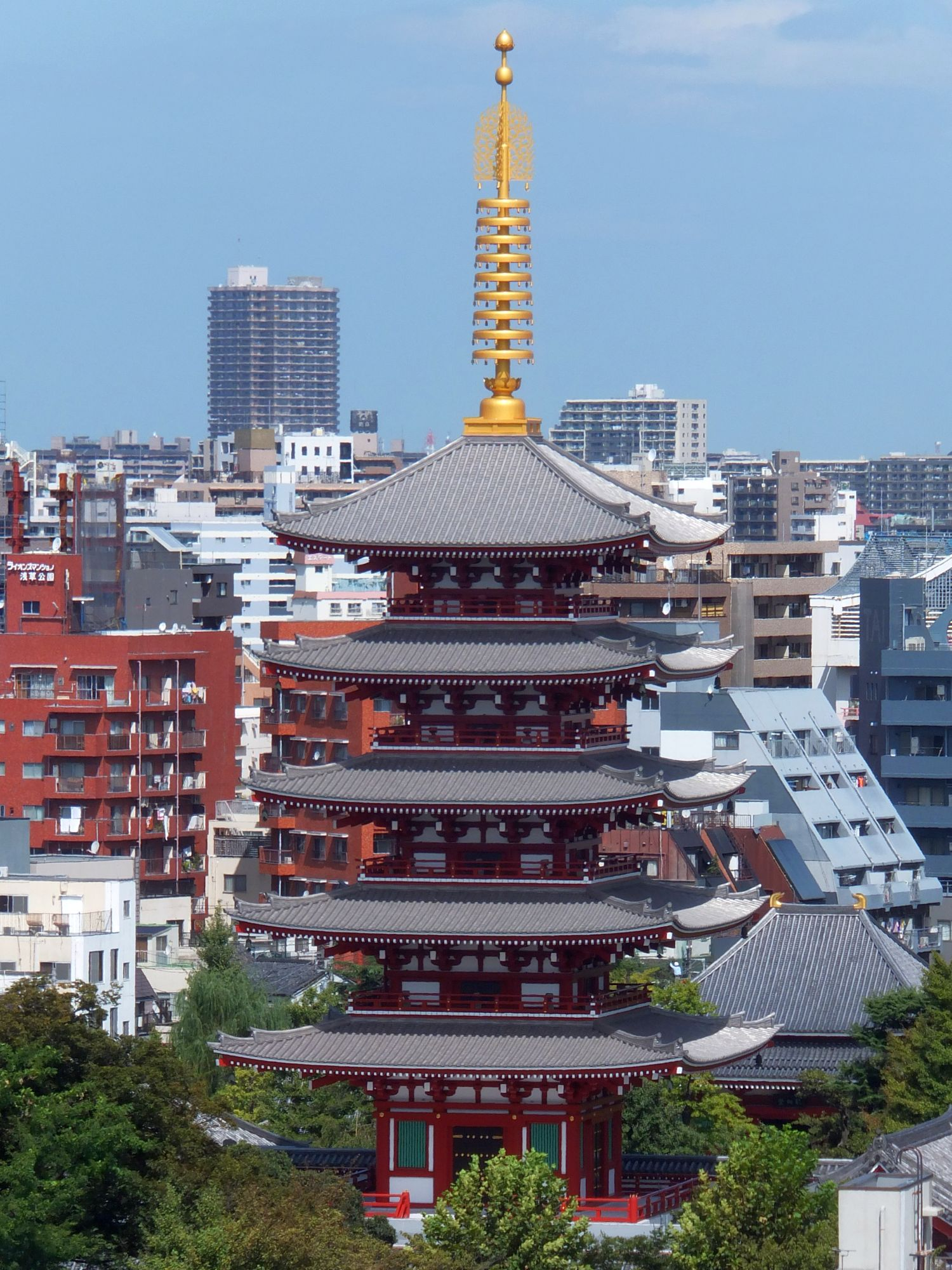
남쪽에서 바라본 오층탑

942년 다이라노킨마사 (平公雅)가 처음으로 세운 목조탑으로, 원래는 삼층탑이었다. 에도 시대에 들어서 에도 사탑, 에도 육탑 중 하나로 꼽혔으며 《에도 그림 병풍》 (江戸図屏風)에도 그려져 있다. 건립 이래 수차례 소실되기를 거듭하다가 1648년 오층탑으로 재건되었으며, 1926년 본당과 마찬가지로 간토 대지진의 여파는 피해갔지만 1945년 도쿄 대공습으로 소실되었다. 현재의 탑은 1973년에 복원된 것으로, 그 위치도 원래의 것이 아니라 본당 서쪽 1631년 소실된 삼층탑 부지에 자리잡고 있다. 원래 위치에는 파출소가 들어서 있으며 2009년 '구 오층탑터' (旧五重塔跡)라 쓰인 비석이 세워졌다.
현대에 복원된 건물이기 때문에 철근 콘크리트로 건설하였으며 기와지붕은 알루미늄 합금을 사용했다가 2017년 6월 티타늄제 기와로 교체되었다. 기단 높이는 5m 탑 높이는 약 48m이다. 기단 내부에는 영정을 봉안한 영패전 (霊牌殿) 등이 있으며, 탑 최상층에는 스리랑카 아누라다푸라의 이수루무니야 사원에서 모셔온 사리를 봉안해두고 있다. 주변에는 나무가 심어져 있으며 쉬어가기 좋은 장소로 꼽힌다.

## 기타
고려 승려 혜허(慧虛)가 그린 고려불화 '수월관음도' (水月觀音圖. 일명 '물방울 관음도'. 일본명 양류관음도(楊柳觀音圖))를 소장하고 있다.

## 사진

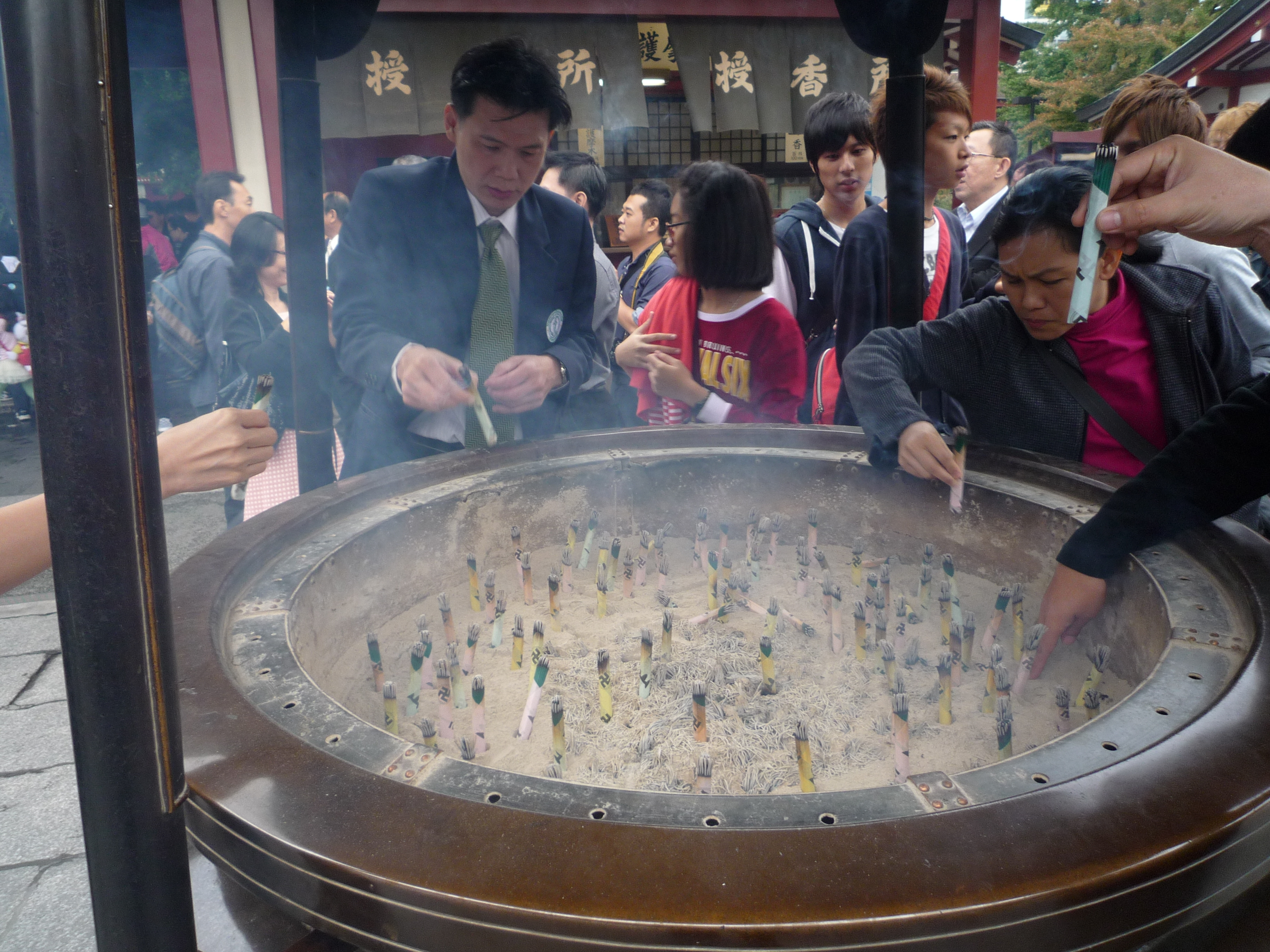
2013년 10월 향을 피우면서 행운을 기원하는 사람들
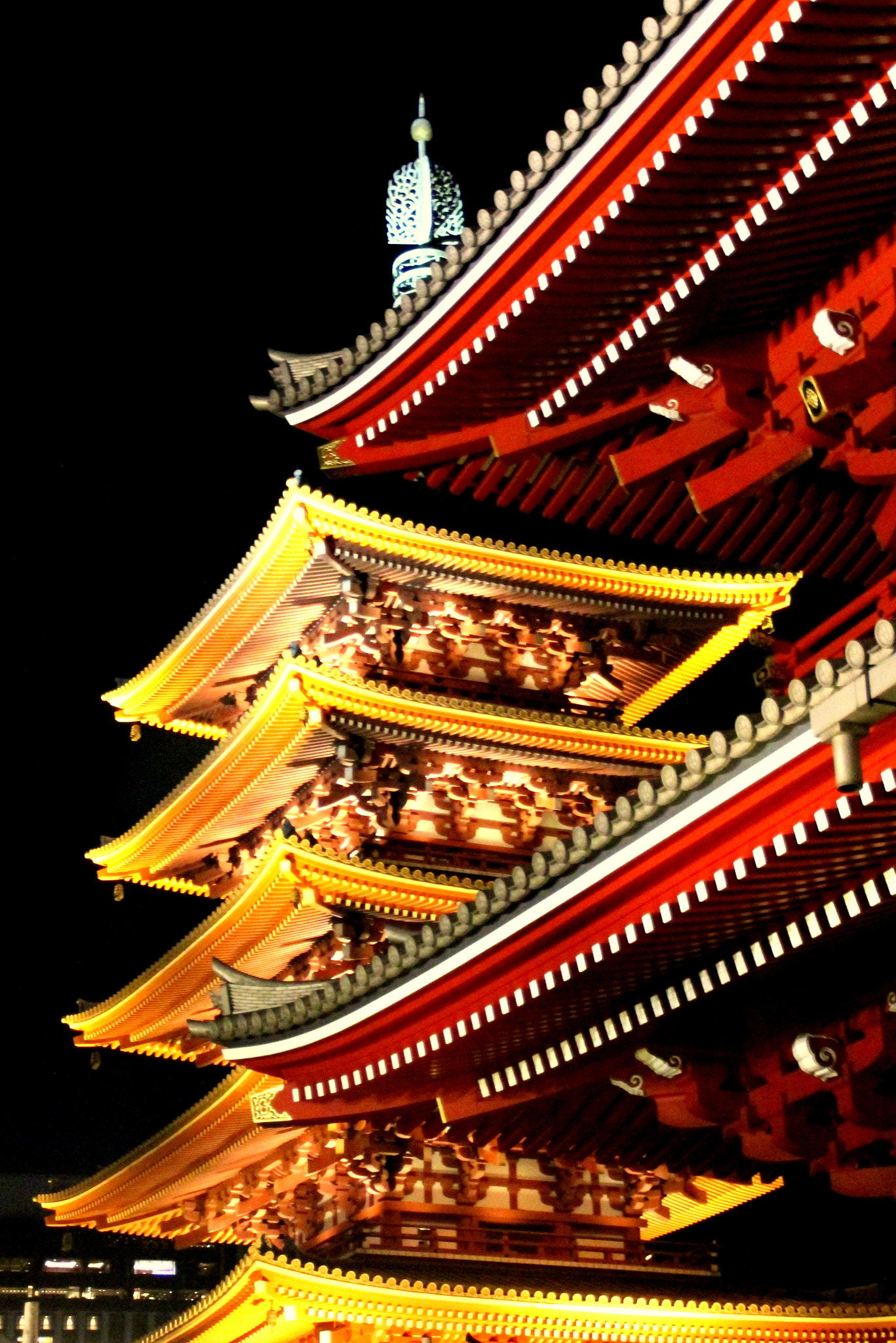
2013년 10월 센소지 5층탑